# Сегла
Сегла (рос. Сёгла) — присілок Бокситогорського району Ленінградської області Росії. Входить до складу Бокситогорського міського поселення.
Населення — 167 осіб (2003 рік). 